# Dominic Kinnear
Dominic Kinnear, né le 26 juillet 1967 à Glasgow, en Écosse, est un joueur international américain de soccer qui joue au poste de défenseur. Il s'est reconverti en entraîneur. Il est actuellement adjoint au FC Cincinnati en MLS.

## Biographie

### Parcours en club

#### Jeunesse
Kinnear déménage aux États-Unis avec sa famille alors qu'il n'a que trois ans. Il grandit à Fremont, en Californie qu'il considère comme sa ville d'origine. Quand il a cinq ans, il commence à jouer au soccer et intègre la John F. Kennedy High School de la ville où il évolue dans l'équipe masculine du lycée. Après avoir obtenu son diplôme, il choisit Hartwick College pour une seule année et inscrit 3 buts malgré sa position de défenseur et son équipe atteint les demi-finales.

#### Passage en Écosse
Après son unique saison à Hartwick, Kinnear retourne en Écosse pour tenter sa chance en Scottish Football League avec le St Johnstone FC.

#### Le professionnalisme aux États-Unis
En 1989, il signe avec les Blackhawks de San Francisco Bay qui évoluent en Western Soccer League (WSL). Kinnear reste au club alors que les Blackhawks deviennent une grande équipe dans le championnat. En 1990, la WSL fusionne avec l'American Soccer League (ASL) pour former l'American Professional Soccer League (APSL). Cette saison, il obtient les honneurs de All Star. En 1991, les Blackhawks remportent le titre APSL puis se hissent en demi-finale de la Coupe des champions de la CONCACAF 1992. Cette année, il remporte également les honneurs All Star. En 1993, les Blackhawks sont abandonnés par leur propriétaire et sont rétrogradés dans une division inférieure, l'United States Interregional Soccer League et la formation change son nom en Hawks de San José. Malgré la descente en division inférieure et une saison triomphale, les Hawks sont de nouveau sans propriétaire à la fin de l'exercice et cessent leurs fonctions.
Kinnear rejoint alors les Strikers de Fort Lauderdale qui évoluent en APSL pour la saison 1994 après avoir fait un essai non concluant auprès des Bolton Wanderers.

#### La parenthèse mexicaine
En 1995, Kinnear joue une seule saison avec l'équipe du Club Necaxa qui évolue en première division. Pendant cette saison, il devient le premier joueur américain à inscrire un but en première division mexicaine. À l'issue de la saison, Necaxa remporte également le titre.

#### Retour aux États-Unis avec la Major League Soccer
À la fin de son année mexicaine, Kinnear rejoint les Sounders de Seattle en A-League et y remporte un nouveau titre de champion. Il signe chez les Sounders le 10 août 1995 en remplacement de Dick McCormick, blessé. Il inscrit le pénalty vainqueur lors de la finale du championnat de A-League en 1995.
Le 24 janvier 1996, la Major League Soccer alloue Kinnear aux Rapids du Colorado et il devient ainsi l'un des premiers joueurs de la ligue. Après toute une saison avec les Rapids, il est échangé le 15 décembre 1996 contre un choix de second tour de Draft, Paul Bravo et Rafael Amaya avec le Clash de San José. Quelque temps plus tard, il est de nouveau transféré et rejoint le Mutiny de Tampa Bay. Finalement, dans sa carrière en MLS, il inscrit six buts et délivre 24 passes décisives.

### Sélection nationale
Kinnear est sélectionné à 54 reprises pour les États-Unis mais il n'est pas retenu pour la Coupe du monde 1994.

#### Buts internationaux
| Buts internationaux de Dominic Kinnear | Buts internationaux de Dominic Kinnear | Buts internationaux de Dominic Kinnear | Buts internationaux de Dominic Kinnear | Buts internationaux de Dominic Kinnear | Buts internationaux de Dominic Kinnear | Buts internationaux de Dominic Kinnear |
| 0                                      | Date                                   | Lieu                                   | Adversaire                             | Résultat                               | Compétition                            |                                        |
| -------------------------------------- | -------------------------------------- | -------------------------------------- | -------------------------------------- | -------------------------------------- | -------------------------------------- | -------------------------------------- |
| 1                                      | 24 novembre 1991                       | Dallas, Texas                          | Costa Rica                             | 1-1                                    | Match amical                           |                                        |
| 2                                      | 4 avril 1992                           | Palo Alto, Californie                  | Chili                                  | 5-0                                    | Match amical                           |                                        |
| 3                                      | 6 février 1993                         | Santa Barbara, Californie              | Chine                                  | 1-1                                    | Match amical                           |                                        |
| 4                                      | 3 mars 1993                            | Costa Mesa, Californie                 | Canada                                 | 2-2                                    | Match amical                           |                                        |
| 5                                      | 22 juin 1993                           | Quito, Équateur                        | Venezuela                              | 3-3                                    | Copa América 1993                      |                                        |
| 6                                      | 14 novembre 1993                       | Mission Viejo, Californie              | Îles Caïmans                           | 8-1                                    | Match amical                           |                                        |
| 7                                      | 14 novembre 1993                       | Mission Viejo, Californie              | Îles Caïmans                           | 8-1                                    | Match amical                           |                                        |
| 8                                      | 5 décembre 1993                        | Los Angeles, Californie                | Salvador                               | 7-0                                    | Match amical                           |                                        |
| 9                                      | 5 décembre 1993                        | Los Angeles, Californie                | Salvador                               | 7-0                                    | Match amical                           |                                        |

### Carrière d'entraîneur
En 2001, Frank Yallop, l'entraîneur des San Jose Earthquakes, nomme Dominic Kinnear comme adjoint. Ensemble, ils aident les Earthquakes à remporter la MLS Cup en 2001 et 2003. En 2004, Yallop quitte le club pour devenir le sélectionneur du Canada et Kinnear devient alors l'entraîneur, désignant John Doyle à son ancien poste d'adjoint. Après avoir mené les Earthquakes jusqu'à un MLS Supporters' Shield en 2005, il arrive au Texas dans le cadre du déménagement de la franchise qui est rebaptisée Houston Dynamo. Le 12 novembre 2006, Kinnear remporte la première MLS Cup du Dynamo. Le 18 novembre 2007, Houston remporte pour la seconde fois d'affilée la MLS Cup, battant de nouveau les New England Revolution en finale.

### Statistiques d'entraîneur
| Équipe                  | De               | À                | Bilan | Bilan | Bilan | Bilan | Bilan      | Bilan |
| Équipe                  | De               | À                | J     | V     | N     | D     | Victoire % |       |
| ----------------------- | ---------------- | ---------------- | ----- | ----- | ----- | ----- | ---------- | ----- |
| Earthquakes de San José | 7 janvier 2004   | 15 décembre 2005 | 73    | 31    | 23    | 19    | 42.47      |       |
| Dynamo de Houston       | 16 décembre 2005 | 25 octobre 2014  | 377   | 152   | 107   | 118   | 40.32      |       |
| Total                   | Total            | Total            | 319   | 129   | 99    | 91    | 40.44      |       |

## Palmarès

### En tant que joueur
- Avec les  Blackhawks de San Francisco Bay:
  - APSL (1): 1991
- Avec le  Club Necaxa:
  - Primera División (1): 1994-1995
- Avec les  Sounders de Seattle:
  - A-League (1): 1995

### En tant qu'entraîneur
- Avec le  Dynamo de Houston:
  - Coupe MLS (2): 2006 et 2007
  - Conférence Ouest (2): 2006 et 2007
  - Conférence Est (2): 2011 et 2012